# Aéroport d’Eastmain River
L'aéroport d’Eastmain River est un aéroport situé au Québec, au Canada. Il est desservi par la compagnie Air Creebec.

## Compagnies et destinations
| Compagnies  | Destinations                                                                       |
| ----------- | ---------------------------------------------------------------------------------- |
| Air Creebec | Chisasibi, Kuujjuarapik, Montréal (P.-E.-Trudeau), Val-d'Or, Waskaganish, Wemindji |

Édité le 15/05/2025